# Aeroportul Southern Cross
Aeroportul Southern Cross (IATA: SQC, ICAO: YSCR) este un aeroport din Australia de Vest, Australia.
Situat la o altitudine de 354 m, aeroportul dispune de o singură pistă. Este operat de Shire of Yilgarn⁠(d).